# Parides coelus
Parides coelus là một loài bướm ngày in the Papilionidae family. It is đặc hữu to French Guiana.